# Hughes megye (Dél-Dakota)
Hughes megye az Amerikai Egyesült Államokban, azon belül Dél-Dakota államban található. Megyeszékhelye és legnagyobb városa Pierre. Lakosainak száma 17 765 fő (2020. április 1.). Hughes megye Sully, Hyde, Lyman és Stanley megyékkel határos.

## Népesség
A megye népességének változása:
| Lakosok száma | 17 066 | 17 284 | 17 465 | 17 508 | 17 555 | 17 765 |
|               | 2010   | 2011   | 2012   | 2013   | 2015   | 2020   |